# Espera-Werke
Die Espera-Werke GmbH sind ein international tätiger Hersteller von Preis- und Gewichtsauszeichnungsanlagen für variable und gleichgewichtig auszuzeichnende Packungen. Der Unternehmenssitz befindet sich in Duisburg, Nordrhein-Westfalen.

## Geschichte
Die Firma wurde 1924 als „Kontroll- und Waagenfabrik“ gegründet. Im Jahre 1927 wurde die Produktion der ersten Leuchtbildwaage aufgenommen, 1959 wurde die erste elektronisch rechnende Waage der Welt entwickelt. Mit der Produktion der Constellation-Waagen gelang es dem Unternehmen, auf dem internationalen Markt Fuß zu fassen. 
Tochtergesellschaften der Espera-Werke befinden sich in Belgien, Frankreich, Großbritannien, den Niederlanden, Spanien, in den USA, in Kanada und in Mexiko. Vertretungen der Firma sind auch in Australien, Israel, Russland, Südafrika und Südamerika angesiedelt.

## Geschäftsbereiche
- Preis-/Gewichtsauszeichnung (manuell und automatisch)
- Drucken
- Etikettieren (manuell und automatisch)
- Wiegen
- Sortieren
- Verpacken
- Inspektionssysteme
- Kontrollwaagen (Checkweigher)
- Software / Netzwerklösungen